# Randers Sportsklub Freja
El Randers Sportsklub Freja, conocido como Randers Freja, es un equipo de fútbol de Dinamarca que milita en la Serie de Dinamarca, la cuarta liga de fútbol más importante del país.

## Historia
Fue fundado en el año 1898 en la ciudad de Freja como un club multideportivo que también cuenta con secciones en atletismo, balonmano y tenis de mesa, y fue aceptado en la JBU en 1907.
Su departamanto de fútbol se bautizó como Randers Freja FC en la década de los años 1990s, logrando un título de segunda división y tres de Copa a finales de los años 1960s e inicios de la década de 1970.
En el 2003 se fusionaron junto a otros 5 equipos de la región para formar al Randers FC, aunque la sección de fútbol todavía existe como un equipo reserva del Randers FC.
Acumula más de 280 partidos en la Superliga danesa, aunque la mayoría de esos partidos son derrotas.

## Palmarés
- Segunda División de Dinamarca: 1

1968
- Copa de Dinamarca: 3

1967, 1968, 1973

## Participación en competiciones internacionales
- Copa Intertoto: 1 aparición

1974 - 3º Lugar Grupo 9

## Jugadores destacados
| - Preben "Busser" Nielsen (50s) - Jens Peter Reggelsen (50s) - René Møller (60s) - Poul Bilde (60s) - Carsten Brandenborg (70s) - Leif Raaby (70s) - Jørgen Rasmussen (70s) - Helge Vonsyld (70s) | - Erik Sørensen (70s) - Steen Danielsen (70s) - Per Røntved (1979) - Lars Elstrup (1981) - Morten Bisgaard (1991) - Jesper Thygesen (juvenil) - Thomas Gaardsøe (juvenil) - Michael Gravgaard (1996) |